# 평창 노산성
평창 노산성(平昌 魯山城)은 대한민국 강원특별자치도 평창군 평창읍에 있는 산성이다. 2003년 1월 18일 강원특별자치도의 기념물 제80호로 지정되었다.

## 개요
노산성은 평창강이 굴곡하는 곳에 우뚝 솟은 노성산(해발 419m)에 쌓았는데, 삼면이 강으로 둘러싸여 있을 뿐만 아니라 북쪽은 절벽이거나 매우 가파른 곳이어서 천험의 지대라고 할 수 있다.
『신증동국여지승람』에는 노산성으로 기록되어 있으며, ‘돌로 쌓았으며 둘레 1,364척, 높이 4척이다. 안에 한 우물이 있다. 지금은 반은 퇴락되었다’라고 되어 있다. 이 성은 조선 선조 초에 군수 김광복(金光福)이 쌓은 것으로 전해지며, 임진왜란 때 권두문(權斗文) 군수가 지사함·우응민·이인노 등과 함께 백성을 거느리고 왜군과 싸웠던 곳으로 알려져 있다.
성의 둘레는 517m이며, 성벽은 대체로 붕괴되었으나 잘 남아 있는 곳은 높이 5.3m에 이르는 곳도 있다. 성벽은 북쪽의 절벽부분을 제외한 곳에만 축조되었는데, 능선의 바로 아래 부분을 삭토하고 그 바깥쪽에 성벽을 구축함으로써 성벽을 따라 편편한 내환도(內環道)를 만들었다. 이러한 방식은 홍천 대미산성(大彌山城)의 축조법과 같은 방식이다. 성내 시설로는 산 정상 부근에 깊이 약 2m의 우물터 한 곳이 있다.
성안에서 고려 후기에서 조선시대의 것으로 보이는 토기조각들과 조선시대의 것으로 보이는 기와조각들이 발견되었다. 따라서 이 산성은 적어도 통일신라시대에 이미 축조된 산성으로 보이며, 이후 고려시대를 거쳐 조선시대에 와서는 임진왜란을 전후한 시기에 일시적으로 수리되어 사용되었음을 알 수 있다.
노산성은 적어도 통일신라시대에는 이미 축조된 산성으로, 대부분 성벽이 붕괴되어 있는 상태이나 임진왜란 때 권두문 군수가 백성을 거느리고 왜군과 싸웠던 유서 깊은 곳이라는 점에서 가치가 크다.

## 참고 자료
- 평창노산성 - 국가유산청 국가유산포털